# Ворничени (Ботошани)
Ворничени (рум. Vorniceni) насеље је у Румунији у округу Ботошани у општини Ворничени. Oпштина се налази на надморској висини од 199 m.

## Становништво
Према подацима из 2002. године у насељу је живело 4517 становника, од којих су сви румунске националности.

### Хронологија
| Година       | 1992 | 1993 | 1994 | 1995 | 1996 | 1997 | 1998 | 1999 | 2000 | 2001 | 2002 | 2003 | 2004 | 2005 | 2006 | 2007 | 2008 | 2009 | 2010 | 2011 | 2012 | 2013 | 2014 | 2015 | 2016 | 2017 |
| ------------ | ---- | ---- | ---- | ---- | ---- | ---- | ---- | ---- | ---- | ---- | ---- | ---- | ---- | ---- | ---- | ---- | ---- | ---- | ---- | ---- | ---- | ---- | ---- | ---- | ---- | ---- |
| Становништво | 4996 | 4932 | 4899 | 4844 | 4859 | 4828 | 4845 | 4845 | 4847 | 4837 | 4844 | 4854 | 4815 | 4785 | 4746 | 4700 | 4638 | 4611 | 4572 | 4538 | 4518 | 4501 | 4450 | 4431 | 4421 | 4381 |